# Armenia romana
La provincia romana de Armenia (en latín, Armenia) fue una provincia romana, a partir del siglo I a. C., y posteriormente, de sus sucesores, el Imperio romano de Oriente y el Imperio bizantino.

## Historia

### Lucha contra los partos por la influencia

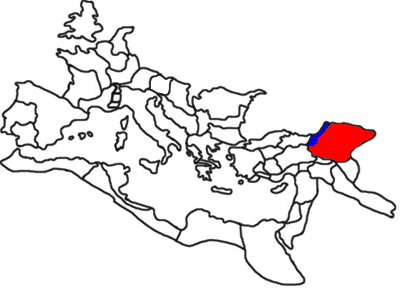
La Gran Armenia como parte del Imperio romano (en rojo), Armenia Menor (en azul).

Con la expansión hacia el este de la República romana durante las guerras mitridáticas, el reino de Armenia, bajo la dinastía Artáxida, se convirtió en un protectorado romano con Pompeyo en 66/65 a. C. Durante los siguientes cien años, Armenia permaneció bajo influencia romana. Hacia mediados del siglo I d. C., la creciente influencia parta disputó la supremacía romana, con el restablecimiento por las campañas de Cneo Domicio Corbulón. Sin embargo, poco después, en 118, su sucesor Adriano abandonó Armenia e instaló a Partamaspates como rey. En 161, Armenia se perdió de nuevo en manos de Vologases IV de Partia. Después Armenia era objeto de frecuentes disputas entre los dos imperios y sus candidatos para el trono armenio, una situación que duró hasta que surgió un nuevo poder, los sasánidas.

### Provincia romana de Armenia (114-118d.C.)
En 114, el emperador Trajano incorporó Armenia al Imperio, haciendo de ella una provincia romana plena.

“Desde Antioquía, el emperador (Trajano) marchó hacia el Éufrates y más al norte, hasta el campamento de legiones más septentrional de Satala en Armenia Menor, desde donde avanzó hacia Armenia y tomó la dirección de Artaxata... Trajano se decidió a hacer de este estado vasallo una provincia, y un cambio a la frontera oriental del imperio (romano) en general... Armenia cedió a su destino y se convirtió en gobernación romana... Trajano avanzó y ocupó Mesopotamia... y, como Armenia, Mesopotamia se convirtió una provincia romana".

En 113, Trajano invadió el Imperio parto porque quería restablecer un rey vasallo en Armenia (unos años antes de caer bajo el control de Partia). En 114, Trajano marchó sobre Armenia desde Antioquía en Siria  y conquistó la capital, Artaxata. Trajano luego depuso al rey armenio Partamasiris y ordenó la anexión de Armenia al Imperio romano como una nueva provincia.
La nueva provincia llegó a las costas del mar Caspio y limita al norte con la Iberia caucásica y Albania, dos estados vasallos de Roma.
El Senado romano emitió monedas en esta ocasión con la siguiente inscripción: ARMENIA ET MESOPOTAMIA IN POTESTATEM P.R. REDACTAE, consolidando así la posición de Armenia como la provincia romana más nueva. Una rebelión del pretendiente parto Sanatruces fue sofocada, aunque la resistencia esporádica continuó y Vologases III de Partia logró asegurar un área del sureste de Armenia justo antes de la muerte de Trajano en agosto de 117.

### Protectorado romano
Después de la muerte de Trajano, su sucesor, Adriano, decidió no mantener la provincia de Armenia. En 118, Adriano renunció a Armenia e instaló Partamaspates como su rey. Partamaspates pronto fue derrotado por los partos, y nuevamente huyó con los romanos, quienes le otorgaron el cogobierno de Osroene en el oeste de la Gran Armenia como consuelo.
Sohaemus fue nombrado rey de Armenia por el emperador romano Antonino Pío en 140. Pocos años después, en 161, Armenia se perdió de nuevo ante Vologases IV de Partia. En 163, un contraataque romano bajo Marco Estacio Prisco derrotó a los partos en Armenia y reinstaló a Sohaemus como el candidato favorito de los romanos en el trono armenio.
Armenia estaba en disputa frecuente entre los dos imperios y sus candidatos al trono armenio, una situación que duró hasta la aparición de un nuevo poder, los sasánidas. El poder y la influencia de Roma aumentaron a lo largo de los años, pero Armenia mantuvo su independencia, aunque solo fuera un estado vasallo, era un aliado romano contra el Imperio sasánida. Cuando el emperador romano Septimio Severo saqueó la capital parta de Ctesifonte, muchos soldados armenios estaban en su ejército. Más tarde, en el siglo IV, consistían en dos legiones romanas, la Legio I Armeniaca y la Legio II Armeniaca.
En la segunda mitad del siglo III, la capital sasánida de Ctesifonte y las áreas del sur de Armenia fueron saqueadas por los romanos bajo el emperador Caro, y toda Armenia, después de medio siglo de dominio persa, fue cedida a Diocleciano en 299 como territorio vasallo.

### Armenia romana tardía

La frontera oriental del Imperio tras el tratado del año 384 d. C.

En 363, se firmó un tratado entre los imperios romano oriental y persa sasánida, que dividía Armenia entre los dos. Los persas retuvieron la mayor parte de Armenia ("Persarmenia") mientras que los romanos recibieron una pequeña parte de Armenia occidental.
Otro tratado fue firmado en 384 o 390, la Paz de Acilisene (usualmente fechado en c.387), que estableció una línea definida de división, que se extendía desde un punto al este de Karin (que pronto será rebautizada como Teodosiópolis) a otro punto al suroeste de Nisibis en Mesopotamia. El área bajo el control de los romanos orientales aumentó así, pero aun así, aproximadamente cuatro quintos del antiguo Reino de Armenia permanecieron bajo el dominio persa.
A diferencia de Armenia Menor al oeste del Éufrates, que se había constituido en provincias completas (Armenia I y Armenia II) bajo la Diócesis de Ponto ya en la época de Diocleciano, los nuevos territorios conservaron un nivel variable de autonomía. Armenia Maior, la mitad norte, se constituyó como una civitas stipendaria bajo un gobernador civil titulado comes Armeniae, lo que significa que conservó la autonomía interna, pero se vio obligado a rendir homenaje y proporcionar soldados para el ejército regular del imperio oriental.
Bajo el dominio romano, Melitene fue el campamento base de la Legio XII Fulminata. Fue un centro importante en Armenia Menor (P'ok'r Hayk'), que permaneció así hasta fines del siglo IV. El emperador Teodosio I dividió la región en dos provincias: Primera Armenia (Hayk '), con su capital en Sebasteia (Sivas, Turquía); y Segunda Armenia, con su capital en Melitene.
Las Satrapías (en latín: Gentes) en el sur, por otro lado, que habían estado bajo la influencia romana desde 298, eran un grupo de seis principados totalmente autónomos aliados al Imperio (civitates foederatae): Ingilene, Sophene, Antzitene, Asthianene y Balabitene. [9] Los nakharar armenio locales eran totalmente soberanos en sus territorios, y se les exigía simplemente que proporcionaran soldados y que enviaran una corona de oro al emperador, como muestra de sumisión. A cambio, recibían su insignia real, incluidos los zapatos rojos, del emperador.
La situación se mantuvo sin cambios durante casi un siglo, hasta una revuelta a gran escala de los sátrapas en 485 contra el emperador Zenón (r. 474-491). En consecuencia, los sátrapas fueron despojados de su soberanía y de sus derechos de sucesión hereditaria, y en efecto quedaron reducidos al estatus de stipendariae de civitates que pagan impuestos y son administrados por el imperio.
El emperador Justiniano I (r. 527-565) llevó a cabo una serie de reformas administrativas integrales. Poco después de su ascenso en 527, abolió los cargos de dux Armeniae (responsable de Armenia Menor) y comes Armeniae, y las fuerzas militares de los territorios armenios fueron subordinadas a un nuevo magister militum per Armeniam en Teodosiopolis.
En 536, se promulgaron nuevas reformas que abolieron la autonomía de los territorios trans-Éufrates y formaron cuatro nuevas provincias regulares. Armenia Interior se unió con partes de Pontus Polemoniacus y Armenia I para formar una nueva provincia, Armenia I Magna, las antiguas Armenia I y Armenia II se dividieron en Armenia II y Armenia III, y las viejas Satrapias formaron la nueva provincia Armenia IV. En 538, los nobles armenios se levantaron contra los fuertes impuestos, pero fueron derrotados y obligados a buscar refugio en Persia.
En 591, el tratado entre Cosroes II y Mauricio cedió la mayor parte de Persarmenia al Imperio Romano oriental.

### Historia posterior
La región fue el foco de una guerra prolongada en la guerra bizantina-sasánida de 602-628. Después del inicio de las conquistas musulmanas y la conquista árabe de Armenia, solo las partes occidentales de Armenia quedaron en manos bizantinas, formando parte del Thema Armeniaco. Armenia permaneció dominada por los árabes a partir de entonces, y fue gobernada por una sucesión de emires nombrados por el Califato, así como por príncipes locales.
Con el reflujo del poder del Califato y la fractura de sus territorios periféricos en estados autónomos, los bizantinos pudieron reafirmar su influencia sobre los principados armenios durante las campañas de Juan Curcuas (general) a principios del siglo X. En la primera mitad del siglo XI, bajo Basilio II y sus sucesores, la mayor parte de Armenia quedó bajo el control directo bizantino, que duró hasta la batalla de Manzikert en 1071, cuando toda Armenia cayó en manos de los selyúcidas.

## Cristianismo romano
La influencia del cristianismo se sintió en el siglo primero después de Cristo: el cristianismo fue introducido por primera vez por los apóstoles Bartolomé y Judas Tadeo. Así, ambos santos son considerados los santos patronos de la Iglesia apostólica armenia.
Se dice que el apóstol Bartolomé fue ejecutado en Albanópolis en Armenia. Según la hagiografía popular, el apóstol fue desollado vivo y decapitado. Según otros relatos, fue crucificado boca abajo (cabeza hacia abajo) como San Pedro. Se dice que fue martirizado por haber convertido a Polimio, el rey de Armenia, al cristianismo. Enfurecido por la conversión del monarca, y temiendo una reacción romana, el hermano del rey Polimio, el príncipe Astiages, ordenó la tortura y ejecución de Bartolomé, que Bartolomé soportó valientemente. Sin embargo, no hay registros de ningún rey armenio de la dinastía Arsacida de Armenia con el nombre de Polimio. Los estudios actuales indican que Bartolomé murió en Kalyan, India, donde había un funcionario llamado Polimio.
Armenia se convirtió en el primer país en establecer el cristianismo como su religión estatal cuando, en un evento tradicionalmente fechado en 301, Gregorio el Iluminador convenció a Tiridates III, el rey de Armenia, de convertirse al cristianismo.
Como consecuencia de la victoria de Diocleciano sobre los sasánidas, toda Armenia volvió a ser un estado vasallo de Roma en 299: Roma aseguró de esta manera una amplia zona de influencia cultural al este de Anatolia, lo que condujo a una amplia difusión del cristianismo siríaco desde un centro en Nisibis en las primeras décadas del siglo IV hasta la eventual cristianización completa de Armenia.
Antes de esto, la religión dominante en Armenia era el zoroastrismo (promovido por el Imperio parto/sasánida) y, en menor medida, el paganismo local. San Gregorio y su hijo Aristaces tuvieron éxito en la cristianización completa de todos los armenios en la primera mitad del siglo IV, principalmente después de que el emperador romano Constantino legalizara el cristianismo en el Imperio romano en 313.
Es un hecho histórico bien reconocido que los armenios fueron la primera nación en el mundo en adherirse formalmente al cristianismo. Esta conversión fue seguida en los siglos IV y V por un proceso de institucionalización y armenización del cristianismo en Armenia. De hecho, Gregorio el Iluminador se convirtió en el organizador de la jerarquía de la Iglesia armenia. Desde ese momento, los jefes de la Iglesia armenia han sido llamados catholicós y todavía tienen el mismo título.
San Gregorio eligió como el sitio del "Catholicato" la ciudad capital de Vagharshapat (actual Ejmiatsinin) en Armenia y construyó allí la Catedral de Etchmiadzin como una basílica abovedada en 301-303 (Vahan Mamikonian, gobernador romano de Armenia, en 480 ordenó el desmoronamiento de la basílica para ser reemplazada por una nueva iglesia cruciforme, aún en pie en la Armenia moderna).
Los continuos trastornos, que caracterizaron las escenas políticas de Armenia en los siglos siguientes, hicieron que el poder político se trasladara a lugares más seguros a menudo relacionados con el Imperio romano de Oriente. El centro de la Iglesia también se mudó a diferentes lugares junto con la autoridad política, terminando en Cilicia en el siglo XIII